# Gœulzin

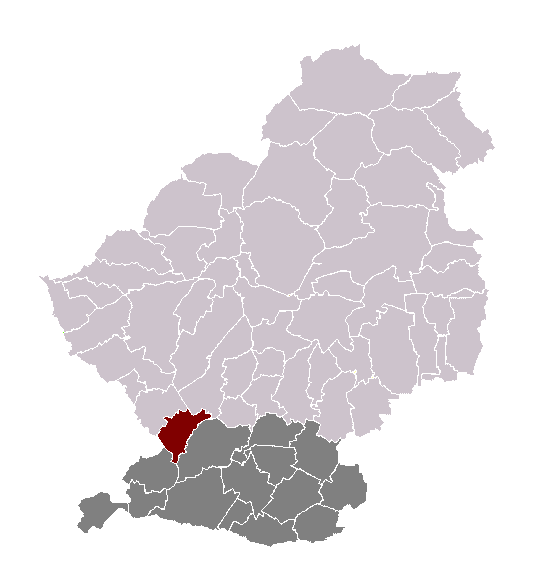
Gœulzin

Gœulzin és un municipi francès, situat a la regió dels Alts de França, al departament del Nord. L'any 2006 tenia 1.104 habitants. Limita al nord-est amb Dechy, al sud-est amb Cantin, al sud-oest amb Estrées, a l'oest amb Gouy-sous-Bellonne i al nord-oest amb Férin.

## Demografia
| 1962                                       | 1968 | 1975 | 1982 | 1990  | 1999  | 2006  |
| ------------------------------------------ | ---- | ---- | ---- | ----- | ----- | ----- |
| 836                                        | 848  | 891  | 893  | 1.080 | 1.096 | 1.104 |
| Des de 1962: població sense dobles comptes |      |      |      |       |       |       |

## Administració
| Període | Identitat       | Partit |
| ------- | --------------- | ------ |
| 2001-   | Bernard Mercier | v      |